# اگرن
اگرن (به آلمانی: Eggern) یک منطقهٔ مسکونی در اتریش است که در ناحیه گموند واقع شده‌است. اگرن ۷۷۷ نفر جمعیت دارد.